# Англійська драма
Англійська драма — драматичні твори або театр, де вони поставляються, написані англійською мовою або англійськими драматургами. Драма є відомий жанр англійської літератури. Найвизначнішою постаттю у цьому жанрі літератури є Вільям Шекспір, який відомий на весь світ завдяки своїм драматургічним творам.

## Зародження англійської драми

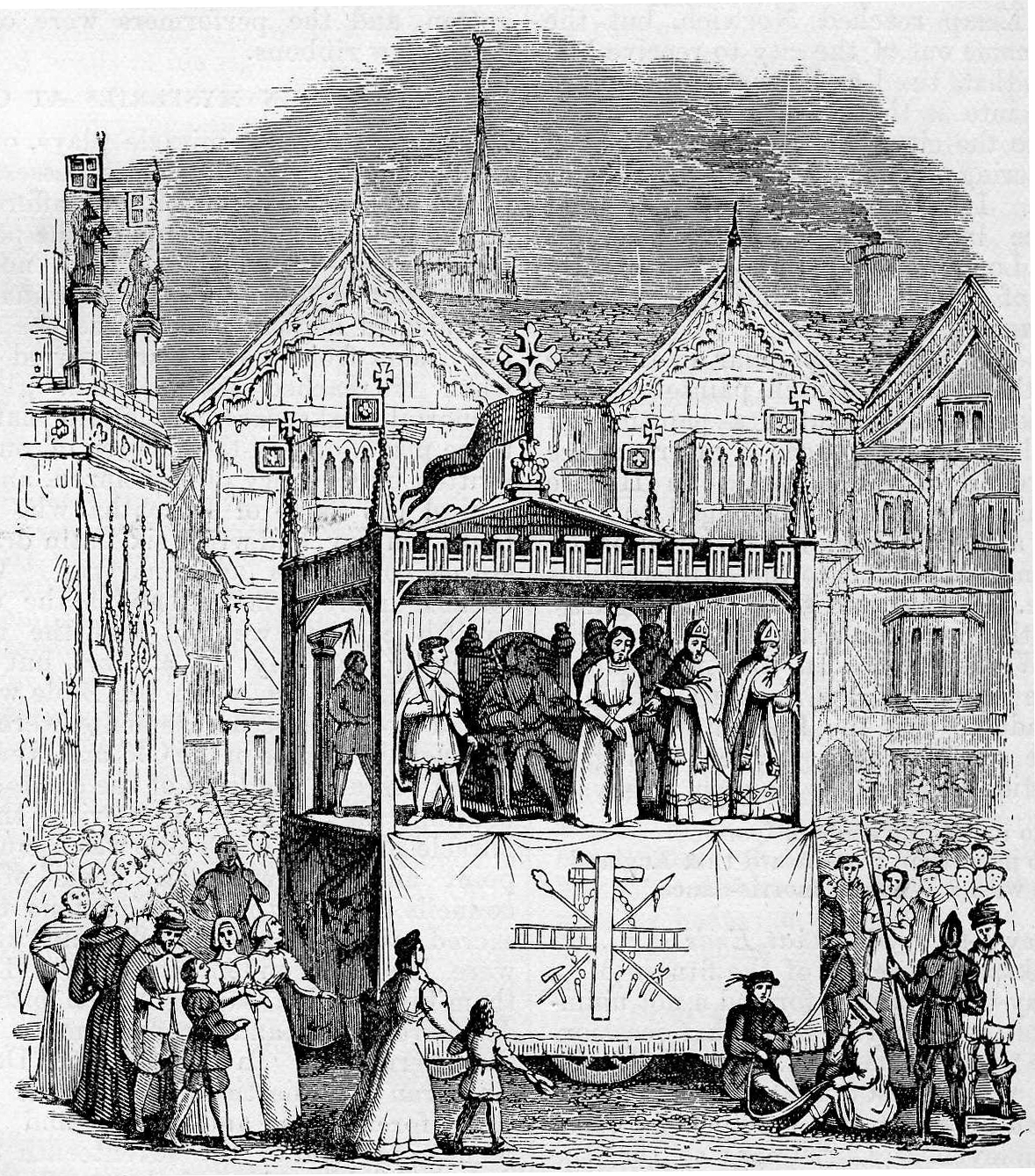
Літургійна драма(гравюра 15-го сторіччя)

Англійська драма зародилася в надрах середньовічної культури, в церковних обрядах, і була спочатку символічної пантомімою, що ілюструє літургію й прикрашає пасхальну і різдвяну служби. Потім пантоміма стала супроводжуватися текстом латиною. Літургійна драма, яка гралася служниками церкви, до Χ-століття розпалася на ряд вистав, які відтворювали головні події християнського календаря. Поступово драма полишила церковні приміщення, вийшла на міські площі, в виставах стали брати участь актори, а місцева мова поступово витіснила латину.
Тип драми, що розігрувалася мирянами, отримав назву міракль (драматичні сценки, що зображають дива, вчинені святими). Дещо пізніше виник ще один тип драми — мораліте, середньовічна алегорія з персоніфікованими гріхом і чесністю, які борються за людську душу.

## Епоха відродження. Єлизаветинський і Якобінський періоди

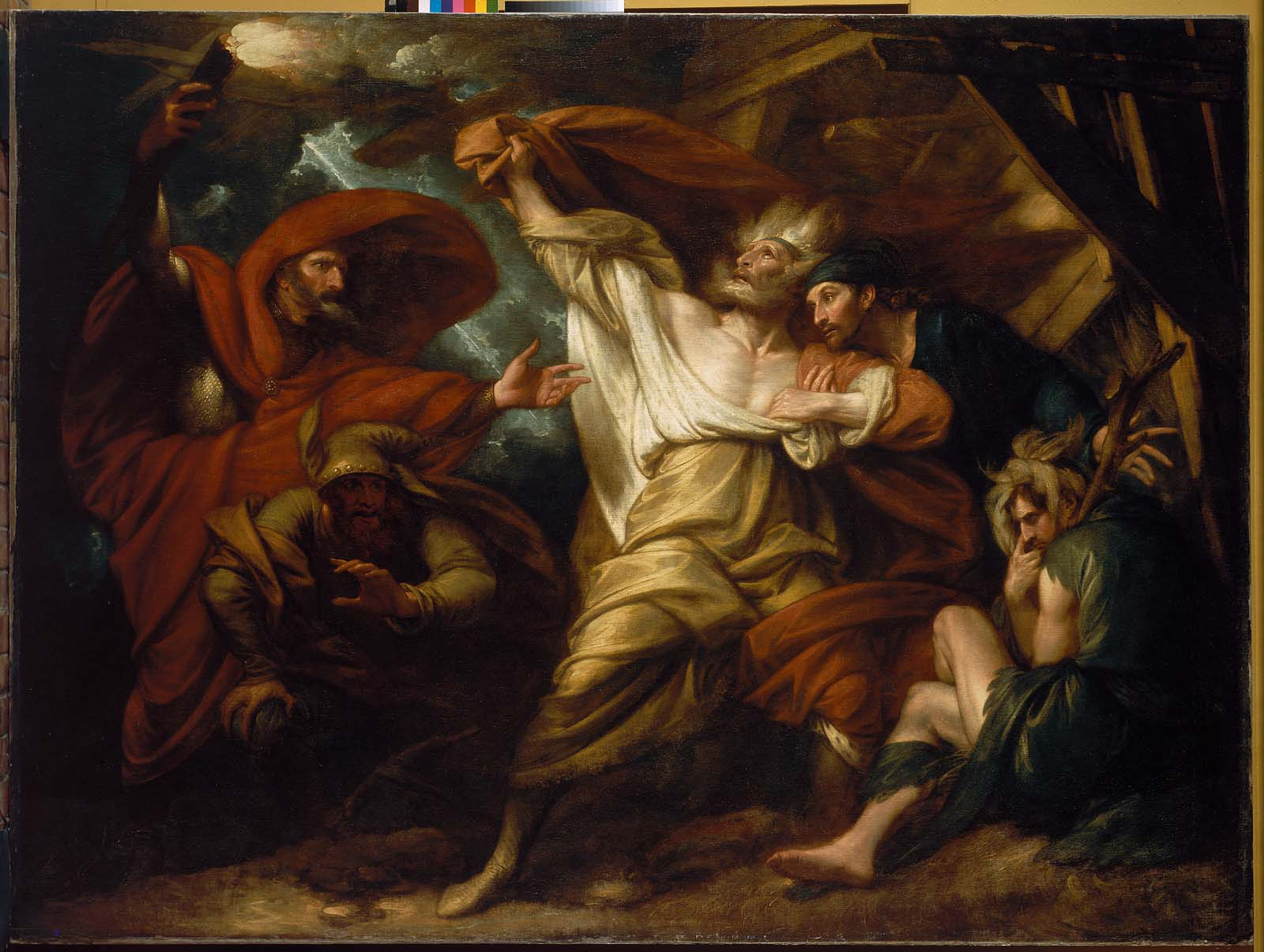
Сцена з п'єси Король Лір

Англійська драма Відродження виникла з щасливого союзу двох початків — алегоричного дидактизму англійської середньовічної драми і гуманізму італійського Відродження. Цей процес завершився в два останні десятиліття 16 століття. Вже до 1588 року Єлизаветинська драма досягла повного розквіту. Зародок Єлизаветинської комедії можна бачити в інтерлюдіях — драматичних сценках, що розігрувалися на урочистих прийомах. У них чітко простежувалися фарсова, співоча і хореографічна національні традиції, а також середньовічна пристрасть до абстракції, словесної гри і каламбуру. Перші класичні зразки англійської комедії створили шкільні вчителі Н.Юдалл (Ралф Ройстер Дойстер — Ralph Roister Doister, 1553—1554) і Вільям Стівенсон (Голка матінки Гуртон — Gammer Gurton's Needle, бл. 1553). Через десятиліття Дж. Гаскойн, використавши італійський любовний сюжет того часу, створив комедію «Здогадки» (Supposes, 1566) і, що важливо, написав її прозою.

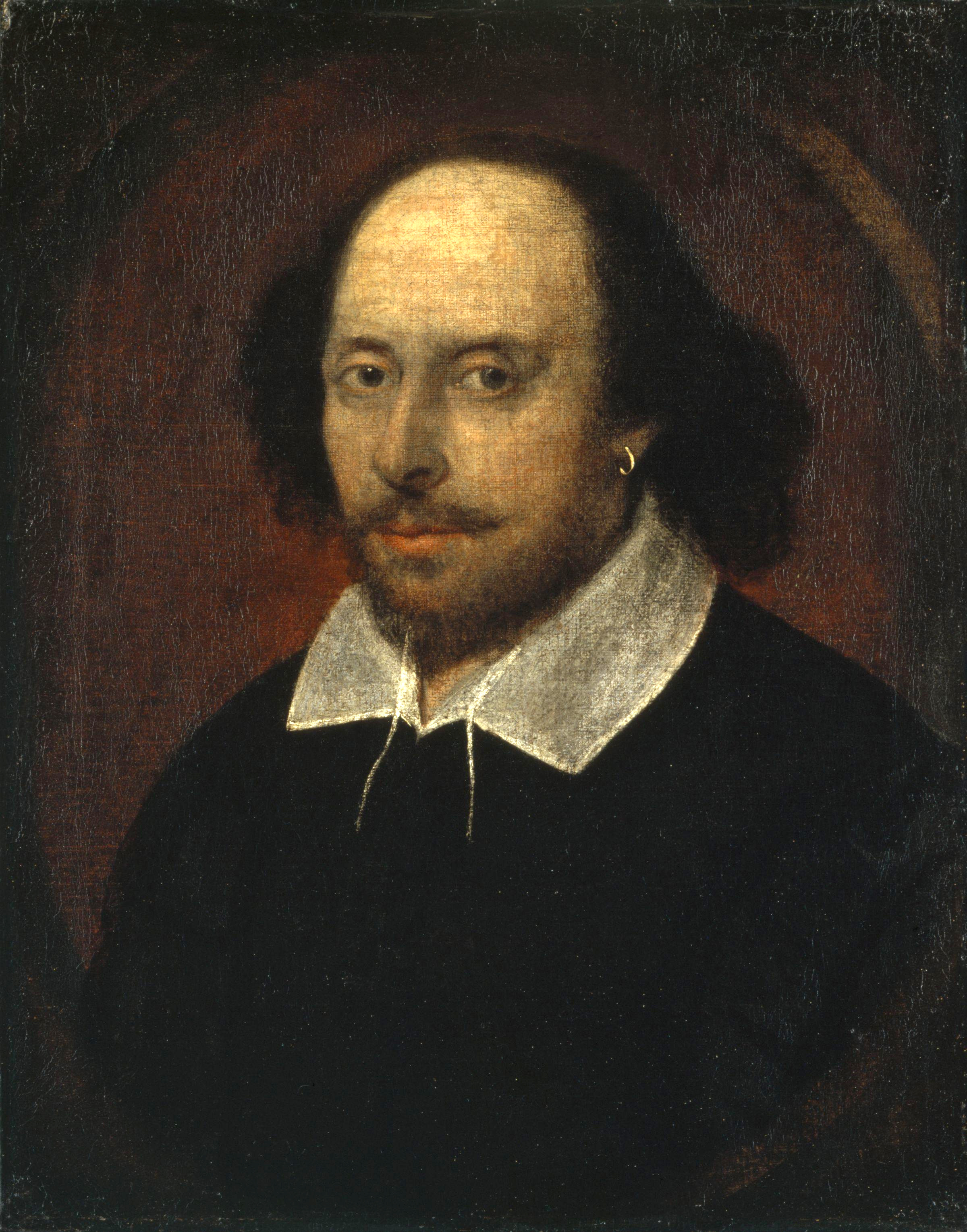
Вільям Шекспір

Крім комедії англійська драматургія збагатилася ще одним, специфічно місцевим жанром — іісторичною хронікою, що служила цілям освіти і патріотичної пропаганди через постійну загрозу іспанського вторгнення. Звичайне для тодішніх письменників вільне поводження з джерелами показує хроніка Д.Бейля «Король Іоанн» (Kynge Johan, 1536). Лише частково змогли надати драматургічну щільність пухкій масі історичного матеріалу К. Марлоу в «Едуарді II» (бл. 1592) і В. Шекспіра в ранній тетралогії, що охоплює період війни Червоної та Білої троянд (Генріх YI у трьох частинах і Річард III). Страшні наслідки суспільних потрясінь відтворила друга, більш значна тетралогія Шекспіра з часів правління Річарда II, Генріха IV і його героїчного сина, принца Гаррі. Основні теми єлизаветинської трагедії прийшли в неї з хронік. Але якщо автори хронік спиралися на політичні наслідки пихи і злодіянь державних чоловіків, то авторів трагедій більш цікавили моральні аспекти паплюження чесноти.
На англійську комедію вплинули Плавт і Теренцій, а на трагедію — Сенека (бл. 4 до н. е. — 65 н. е.). З грецької драми Сенека запозичив фігуру гінця, що розповідає про події, що відбуваються за сценою, він також зловживав довгими пихатими монологами. В результаті трагедії втрачали у драматичній напруженості, стаючи драмами для читання. Разом з тим вплив Сенеки на англійську трагедію важко переоцінити, у його прихильності до канонів грецької драми і у розлогих, повних моралістичних сентенціях-промовах була укладена чарівна привабливість. Його Десять трагедій, перекладених на англійську мову (1581) знаходили відгук не тільки в аристократів, які виявляли інтерес до стоїчної філософії, але і у простої публіки, що любила подивитися на страшне видовище.
Становленню драми відродження у Англії сприяла творчість людей з класичною освітою, які прагнули пристосувати античну форму місцевим змістом. За два останні десятиліття 16 століття англійська драма досягла виняткових висот завдяки тому, що в цей час зійшлися чотири необхідних умови для успішного розвитку драматургії:
- зріс професіоналізм акторів;
- завершилося будівництво першого постійно діючого театру (1576);
- склалося досить широке коло публіки з різних прошарків суспільства, з найрізноманітнішими уподобаннями, готової платити за розваги
- і нарешті, талановита молодь, яка вважала привабливою професію драматурга.

Особливо багато для перетворення «тюдоровської драми» в зріле дітище золотої єлизаветинської пори зробила група освічених і сміливих молодих людей, яких називали «університетськими розумами». Д.Лілі куртуазними комедіями на міфологічні сюжети відповідав рафінованому смаку аристократів-завсідників «закритого» театру «Блекфрайерз» (Ендіміон, 1588). П'єси Роберта Гріна (Монах Бекон і чернець Банго, 1591), Дж. Піла (Засудження Паріса — The Arraignment of Paris, бл. 1584), навпаки, призначалися для більш широкої публіки.
У більшості єлизаветинських комедій на рівних присутні високий комізм і низьке комікування, витончений гумор і грубий фарс, романтизм і реалізм. У ранніх комедіях Шекспіра «Приборкання норовливої» (1593), «Два вероньця» (1594), «Безплідні зусилля кохання» (1595) і «Сон в літню ніч» (1595) очевидний вплив і Джона Лілі і його попередників у піднесених любовних історіях, і фарсовій традиції. Їх рівновагу досягнуто у комедіях «Як вам це сподобається» (1599) і «Дванадцята ніч» (1600), де ідеали протиставлені їх реальному життю . До кінця століття все більшого значення набуває середній клас, що знайшло відображення у драмі Т.Деккера «Свято башмачника» (1599), де в образі енергійного, повного життя героя прославлений лондонський ремісник.

Початок золотої ери єлизаветинської драми позначила «Іспанська трагедія» Томаса Кіда (The Spanish Tragedy, бл. 1588)

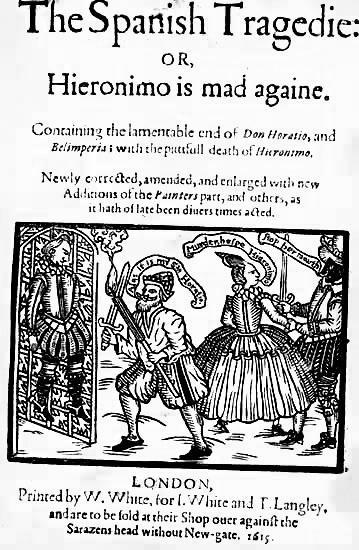
Титульна сторінка "Іспанської трагедії

. Ця яскрава мелодрама ввела в англійський побут «трагедію помсти». Але тільки Марлоу надав англійській драмі справжню велич. У кожній з його найкращих п'єс присутній титанічний герой. Тамерлан, мальтійський єврей або доктор Фауст — воістину герої, до трагічного фіналу їх призводить невситима жага влади, багатства, знань. Особливий внесок Марлоу в англійську драму — його «потужний рядок», вміле, гнучке використання білого вірша. Вперше у Англії з'явився драматург, який створив власну сценічну мову. До 1593 більшість «університетських умів» вже пішли з життя, хтось перестав писати для театру, і на місце Лілі, Кіда і Марло прийшов Шекспір. У Лілі він навчався звертати куртуазно-лицарську любовну історію у дотепну комедію; у Кіда взяв видовищність і мелодраматизм «трагедії помсти», використавши у створенні «Тіта Андроніка» (1593), але найбільше він був зобов'язаний Марлоу. Працюючи над «Річардом II» (1595—1596), Шекспір використовував як зразок хроніку Марлоу «Едуард II.»: У 1603 померла королева Єлизавета, і на англійський престол зійшов Яків I, родоначальник династії Стюартів. На рубежі століть Англію роздирали політичні, релігійні і класові протиріччя, і драматургія відобразила ці потрясіння. Театри, при Єлизаветі брали різнорідну публіку, тепер грали для обраної аудиторії. В залежності від того, писав драматург для публічних театрів або для приватних, які відвідувало панство, він змінював тематику і стиль своїх п'єс. Відповідно змінилася художня установка. Намітилася в серйозній драмі тенденція до аналізу та до роз'їдаючої рефлексії, яка перетворила історичну п'єсу з яскравої військової хроніки у біографічне дослідження або повчальну історію.
Томас Деккер швидше за інших відчув тверезий дух часу, показавши в «доброчесній шльондрі» (1604—1605) лицемірство і аморальність аристократів на тлі доброчесного простого люду і хоча б частково задовольнивши потреба нижчого класу в сценічному втіленні його насущних інтересів і способу життя.

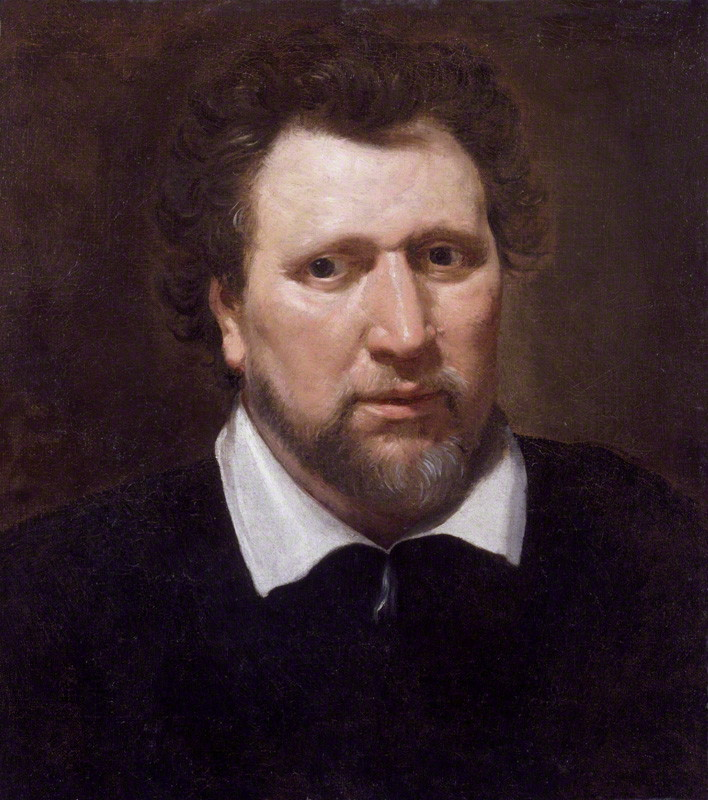
Бен Джонсон, відомий драматург Якобинської епохи

: Відтворюючи впізнанну обстановку, Деккер та Т.Хейвуд (Жінка, вбита добротою, 1603) йшли за Беном Джонсоном, що зробив величезний вплив на англійську комедію 17 ст. У п'єсі «Всякий у своїй вдачі» (1598) Джонсон сформулював свою теорію комедії. Виходячи з середньовічного уявлення, згідно з яким темперамент людини визначається одним з чотирьох «гуморів» — меланхолією, флегмою, кров'ю і жовчю, — Джонсон створював характер, обумовлений однією, головною пристрастю. Показовий приклад впливу Джонсона — «Незадоволений» (1604) Д.Марстона: вся дія п'єси зосереджено на герої, який уїдливо критикує все і вся . Втім, Джонсон увійшов в історію літератури не тільки як автор теорії «Гумор», яка втілила її у своїх сатиричних творах. Його чотири комедії — «Вольпоне» (1606), «Епісін» (1609), « Алхімік» (1610) і "Варфоломіївський ярмарок "(1614) — неперевершені шедеври, глибоко досліджують людські дивацтва і недоліки. Сатирична комедія Джонсона і романтична комедія Шекспіра визначили два шляхи, за якими пішов розвиток англійської комедії.
Якщо Марстон, Деккер та інші розвивали напрямок, вказаний Джонсоном, то Дж. Чапмен в п'єсах «Дворянин-воротар» (1606) і «Мосьє д'Олів» (1606) виявив схильність до романтичної комедії. Гармонійно поєднувати романтичний сюжет з реальними життєвими обставинами зумів Т.Мідлтон («Як надути старого», 1608; «чеснотна дівчина з Чіпсайду», 1613).

У жанрі трагедії якобінські драматурги воліли «трагедію помсти», тому що вона найкраще виражала їхнє уявлення про розпад у часі. У "Білому дияволові "(1611) і «Герцогині Амальфи» (1612) У Д.Уебстера помста є частиною світового зла, а не відплатою за конкретні злодіяння, як у Кіда і Шекспіра. Крім Шекспіра, який за п'ять років створив чотири найбільші трагедії — «Гамлет» (1601), « Отелло»(1604), «Король Лір» (1605)
 і «Макбет» (1606), — заслуговують уваги і трагедії, які написали Чапмен і Мідлтон. Взяті з сучасної французької історії трагічні герої Чапмена за зарозумілістю і самовпевненістю не поступаються героям Марло (Бюсси д'Амбуаз, 1604; Трагедія Бірона, 1608). Мідлтон в написаних у співавторстві з У.Роулі драмах «Жінки, остерігайтеся жінок» (1620) і «Таємна підміна» (1622) досліджує теми сластолюбства і моральної деградації, виявивши при аналізі пригнічених бажань і підсвідомих імпульсів вражаючий психологічний дар.
В цей сумний і жорстокий час розвинувся жанр трагікомедії розрахований в основному на аристократичну аудиторію, в цьому жанрі писали постійні співавтори Ф.Бомонт і Д. Флетчер (Філастрій, 1609; Король і не король, 1611). До жанру трагікомедії наближені і їх романтичні трагедії (Трагедія дівчини, 1610), де також багато несподіваних поворотів дій і збігів, але немає щасливого фіналу. На писавших після них якобітскіх драматургів Бомонт і Флетчер мали великий вплив, навіть Шекспір не уникнув його, створивши в кінці життя романтичні драми «Цимбелін» (1609), « Зимова казка» (1610) і «Буря» (1611).
Останні роки Відродження відзначені занепадом драматургії. Театр все більше ставав схожим на придворну розвагу. Драматурги змушені були запозичувати сюжети у своїх попередників або просто переписувати старі п'єси, даючи їм нове життя. Так, п'єса Ф.Мессінджера «Новий спосіб платити старі борги» (1625) — переробка комедії Мідлтона. Трагедії Д.Форда «Шкода, що вона повія» (1625) і «Розбите серце» (1633), свідчать про аристократичні вподобання автора, відображають культ платонічної любові і лицарської честі, що увійшли в моду при дворі Карла I. Найкращі трагедії Дж. Шерлі «Зрадник» (The Traitor, 1631) і «Кардинал» (The Cardinal, 1641) — драми помсти, їх герої — історичні діячі недавнього минулого. У комедіях «Гайд-Парк» (1632) і «Жінка легкої поведінки» (The Lady of Pleasure, 1635) Шерлі зображує звичаї світського суспільства в манері, близькій комедії Реставрації.
В цілому трагедії Вебстера, Мідлтона, Бомонта і Флетчера, Форда і Шерлі поступалися творам їх попередників, і в етичному, і в естетичному сенсі. Духовний і поетичний початок змінився перебільшеною тягою до ефектів, гротескним нагромадженням трагічних подій, і коли в 1642 прийшли до влади пуритани, які заборонили театральну діяльність, в цьому вже не бачили великої біди.

## 17-те 18-те століття
- Див.такожВідновлення комедії[en]

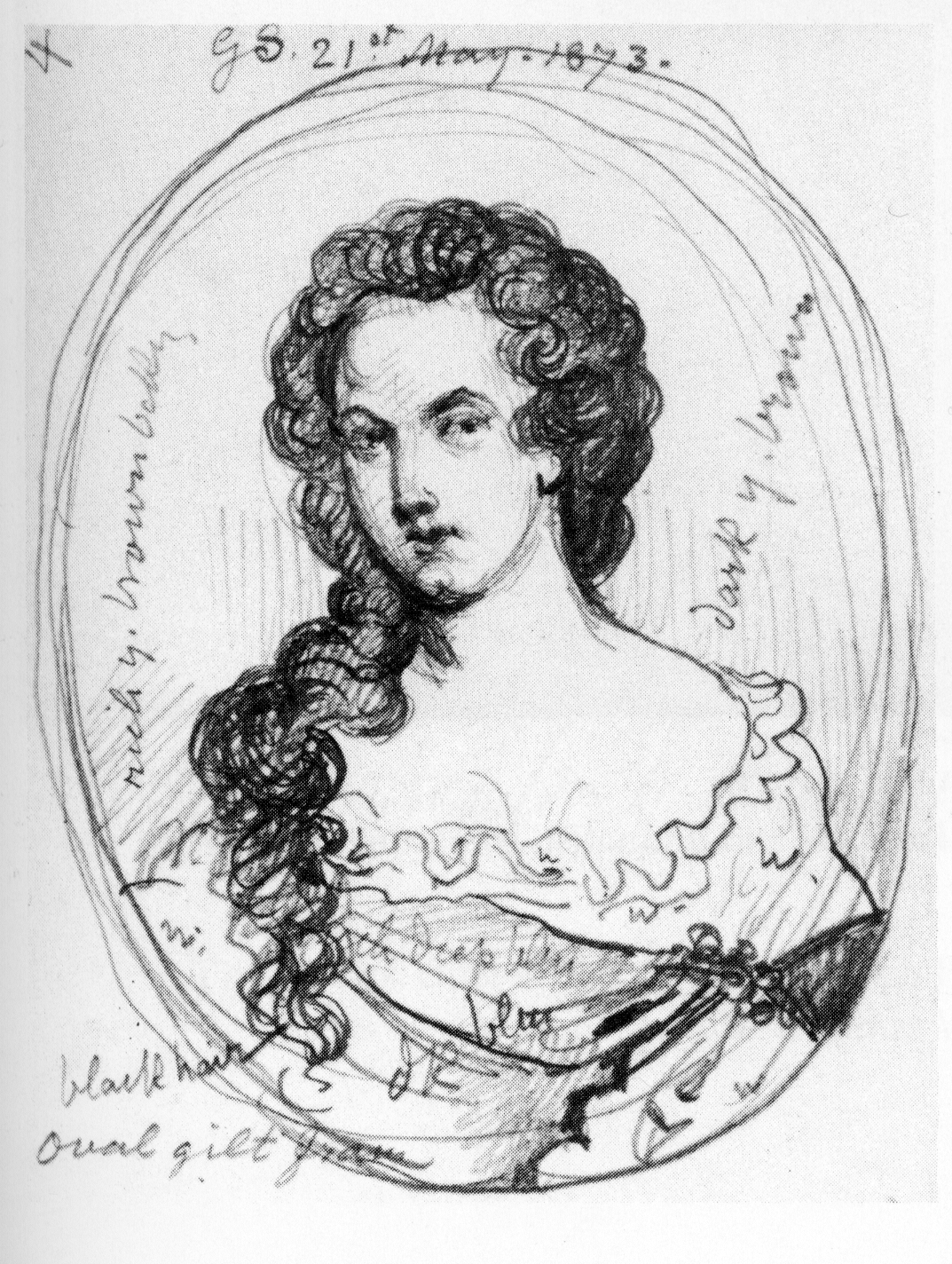
Афра Бен, перший професійний англійський драматург-жінка

У 1660 році у Великій Британії була відновлена монархія, і одним з перших був виданий наказ Карла II про відновлення театрів, що ставилося в обов'язок У.Давенанту (театр «Слуги герцога») і Т.Кіллігру (театр «Слуги короля»). Давенант і Кіллігру займалися також підготовкою нових акторів (у тому числі і актрис — для виконання жіночих ролей). Їх невеликі театри вміщували близько 300 глядачів — як правило, аристократичну еліту, тому драматурги епохи Реставрації змушені були пристосовуватися до смаків своєї дозвільної аудиторії, обмежуючись створенням комедій вдач і героїчних трагедій.
У центрі комедії Реставрації, яка рівнялася на елегантні і дотепні зразки Бомонта і Флетчера, перебувала любовна інтрижка. Типові комедії того часу — п'єси Дж. Етеріджа «Модний чоловік», або «Сер Фоплінг Флаттер» (1676), «Комічна помста», або «Любов в цебрі» (1664) і «Вона хотіла б, якщо б могла»(1668). У. Уічерлі запозичив теми у Мольєра, додавши до основного сюжету побічні любовні лінії. У його «Сільській дружині» (1675) і «прямодушний»1676) галантно дотепність часто переходить в колючу, навіть уїдливу насмішку над претензіями легковажних героїв. До кінця 17 століття комедія Реставрації стала піддаватися постійним нападкам з боку церкви і міського середнього стану. У 1698 Дж. Кольер назвав її непристойною і вульгарною в памфлеті «Короткий огляд тієї аморальної і вульгарної продукції, що панує на англійській сцені» (A Short View of the Immorality and Profaneness of The English Stage). Ще до появи памфлету актор Коллі Сіббер написав комедію «Останній любовний засіб» (Love's Last Shift, 1696), героєм якої був типовий для того часу гульвіса — правда, з добрим серцем, яке врешті-решт виводило його на шлях чесноти. Так що до часу появи п'єси У.Конгріва "Так чинять у світлі (1700), класичного зразка комедії Реставрації, смаки публіки змінилися, і п'єса провалилася.
Комедія Реставрації не зводилася виключно до дотепної і фривольної п'єси про любовні пригоди. В епоху Реставрації були також популярний фарс «Лондонський рогоносець» (The London Cuckold, 1681) Е.Равенскрофта, пародія на героїчну трагедію «Репетиція» (The Rehearsal, 1671) Дж. Вільерса, герцога Бакінгема, комедії з заплутаною інтригою «П'ятигодинна пригода» (The Adventure of Five Hours , 1662) С.Тьюка і «Влюбливий принц» (The Amorous Prince) Афрі Бен, а також сатиричні комедії Т.Шадуелла в дусі Б.Джонсона «Норовисті коханці» (The Sullen Lovers, 1668) і «Жартівники» (The Humourists, 1671).
Хоча комедія Реставрації значно перевершувала за художніми якостями трагедію того часу, пальму першості сучасники віддавали трагедії, в ієрархії культурних цінностей поступалася лише епічній поемі. Принципи героїчної трагедії сформулював Д.Драйден в численних передмовах, епілогах і «Досвіді про драматичної поезії» (1668) і творчо втілив їх у трагедії «Всі за кохання» (1677) за мотивами шекспірівського Антонія і Клеопатри. На відміну від Шекспіра, який зосередився на любовній пристрасті і спробах героїв реалізувати себе в ній, Драйден надавав перевагу дії пристрасті на характер і долю головного героя: Антоній у нього зрадник, який ухилявся від виконання громадського обов'язку.
До 1700, у зв'язку з поверненням в театр глядача із середнього класу, який вимагав на сцені урочистості традиційних чеснот, посилилася критика аморальності і непристойності у виставах. Переважаючими жанрами стали сентиментальна комедія і міщанська драма. У комедіях Д.Ванбру «Невиправний» (1696) і «Змова» (1707) ще відчувається вплив естетики минаючого століття, але вже Дж. Фаркер надає сентиментальне забарвлення сатиричній картині. У «хитромудрий план франтів» (1707) цинічний мисливець за приданим прозріває і морально перероджується. Остаточно сентиментальний початок стверджується в комедіях Р.Стіла. Його п'єса «Розсудливі коханці» (1722) — типова слізлива комедія 18 ст., З бездоганною мораллю і піднесеним ладом почуттів і відносин. Сентиментальна комедія піднялася на романтичної вірі в те, що людина за своєю природою добра і великодушна. Чутлива, романтична, захоплена драма 18 ст. висловлювала смаки переможного середнього класу.
Моралізаторські і сентиментальні тенденції виявилися не тільки в комедії, але і в міщанській драмі, прекрасний зразок якої явив «Лондонський купець» Джордж Лілло(The London Merchant, 1731). Ламаючи традицію, згідно з якою героєм трагедії могла бути тільки людина шляхетного походження, Лілло робить основним персонажем п'єси звичайного ремісника, який піддається під вплив пристрастей і гине, незважаючи на початково добрі властивості натури. Напрямку Лілло дотримувався і Ніколас Роу у своїх «жіночих» трагедіях «Каяття грішниці» (The Fair Penitent, 1703), «Трагедія Джейн Шор» (The Tragedy of Jane Shore, 1714), «Трагедія леді Джейн Грей» (The Tragedy of Jane Grey, 1715) .
І звичайна драма, і музична драма, або опера, завезена з Італії, приводили до життя пародійну драматургію. У Трагедії трагедій, або «Життя і смерть Хлопчика-з-пальчик» (1730) Генрі Філдінг висміяв пишномовний стиль і безглузду дію героїко-романтичної трагедії. Джон Гей в «Опері убогого» (1726) пародіював претензійну італійську оперу, створивши новий сценічний жанр — баладну оперу. Жанр пантоміми розвивали Д.Вівер, Д.Річ і Д.Термонд; фарсу віддали данину Семюель Фут, Джон Таунлі і Девід Гаррік.
В кінці 18 ст. як і раніше користувалася попитом сентиментальна, чутлива драма. Великим успіхом користувалися «Хибна витонченість» (False Delicacy, 1768) і «До мудреця» (A Word to the Wise, 1770) Х.Келлі і «Мешканець Вест-Індії» (The West Indian, 1771) Р.Камберленда, з романтичними перипетіями і доброчесним героєм. Однак у 1770 з'явилися два драматурга, які на час зуміли повернути англійську комедію в життєдайне русло, прокладене в епоху Реставрації: Олівер Голдсміт і Р. Б. Шерідан, обидва ірландці за походженням, створили ряд комедій положень. Зберігши придбання нового часу — великодушного, доброчесного героя — і уникнувши цинізму і непристойностей комедії Реставрації, вони викликали добрий сміх веселою чехардою обставин.

## Вікторіанська ера
На рубежі 18-19 століть з'явилася велика кількість п'єс, написаних в наслідування Шекспіру, але з них лише мала частина являла інтеШекспіра і віршованих драм Дж. Ш.Ноулза і Едвард Булвер-Літтона не відповідали духові часу і гальмували розвиток реалістичної драми в прозі. Французька мелодрама, що досягла до 1802 лондонських підмостків, і її вишукане дітище «добре зроблена п'єса», родоначальником якої вважається Ежен Скріб, вдихнули нове життя в прозаїчну драму. Однак місцевий колорит проник в англійську мелодраму тільки з п'єсами Дайєна Бусіко, який в середині століття зробив цей жанр популярним в Америці і Великій Британії, і Г. А. Джонса, через двадцять років привніс в мелодраму соціальне звучання. Ще повільніше прищеплювалася «добре зроблена п'єса». Першим англійським драматургом, що наповнили прозаїчну драму персонажами і сценами з реального життя, був Т. У. Робертсон, чиї соціальні комедії «Суспільство» (Society, 1865) і «Каста» (Caste, 1867) відкрили дорогу п'єсами А. У. Пінеро, Г. А. Джонса та О.Уайльда в Англії і Б.Хоуарда, К.Фітча і О.Томаса в США. Пропонуючи цікаве видовище, «добре зроблена п'єса» в найкращому випадку зберігала лише видимість правдоподібності, а її художні достоїнства часом не піднімалися вище хорошого професійного рівня. Деякі автори оголошували свої п'єси «проблемними», проте питання вони піднімали дрібні і сценічне їх втілення було непереконливо.

У 1891 відбулася подія, яке допомогла англійському театру послабити засилля комерційної драматургії: за зразком паризького «Вільного театру» Андре Антуана (1887) і берлінської «Вільної сцени» (1889) Дж. Т.Грейн заснував «Незалежний театр». Метою Грейн було познайомити англійців з п'єсами Генріка Ібсена та інших новаторів театру. Постановка «Привидів Ібсена» викликала бурю обурення трактуванням проблеми статей у сценах, більше нагадують саме життя, ніж традиційне театральне дійство. Буквально лічені одиниці зуміли гідно оцінити цю видатну п'єсу, в тому числі молодий Джордж Бернард Шоу, гарячий прихильник Ібсена і соціаліст, чия перша п'єса «Дім вдівця» (1894) призначалася саме для «Незалежного театру». Після значного комерційного успіху «Віяла леді Уїндермір» (1892) Уайльда і особливо «Другої місіс танкерей» (1893) Пінера, де було багато від новомодного натуралізму, стало ясно, що англійська драма виходить на якісно новий художній рівень.

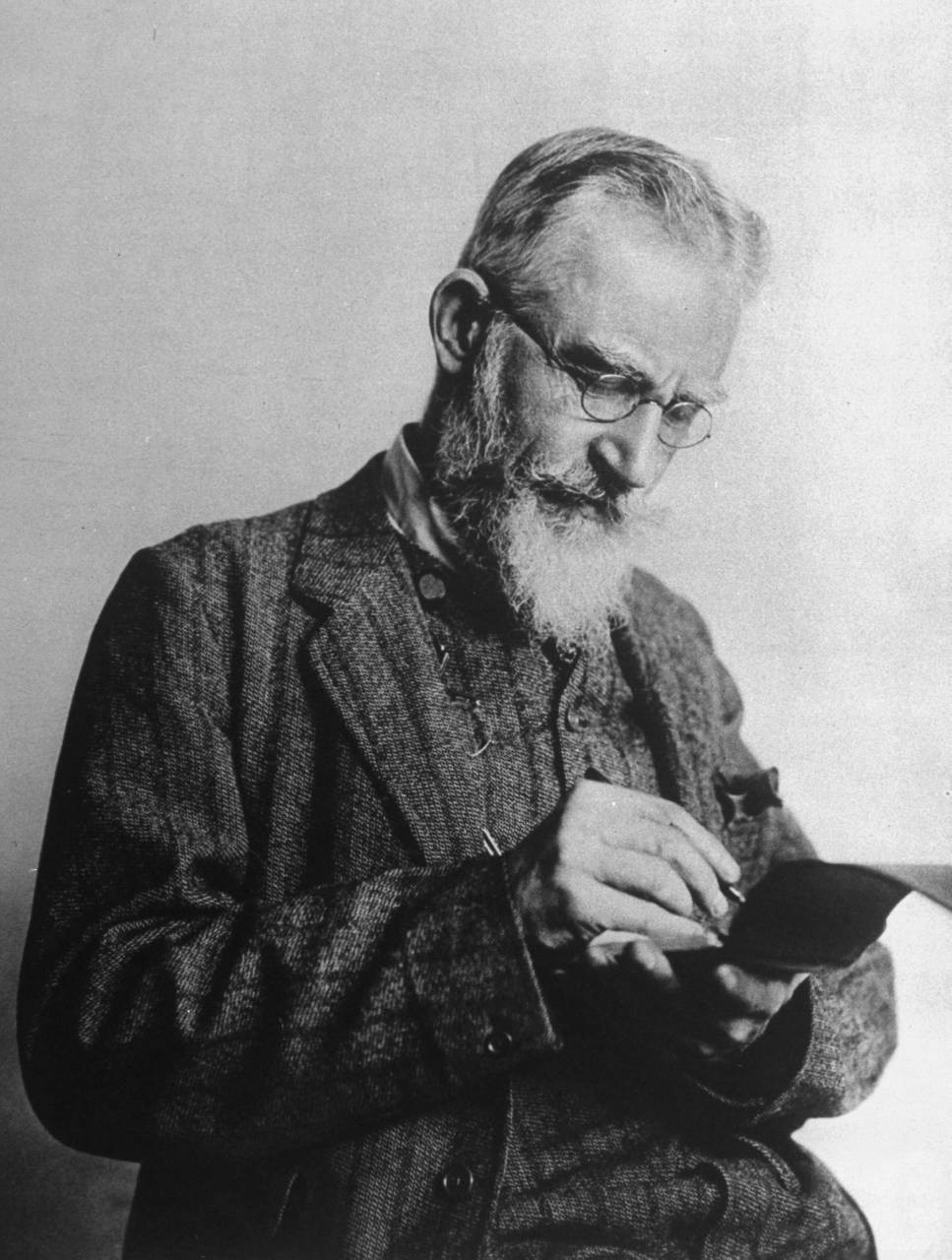
Бернард Шоу

## 20-те сторіччя
З початком 20 ст. у Англії став відчуватися вплив Ібсена і «вільних» театрів, що відкрилися на континенті. За влучним зауваженням Бернарда Шоу, англійський театр завжди відставав років на сорок від свого часу. Сам Шоу першим виніс на підмостки дозрілі соціяльні проблеми. Інші відомі драматурги, зокрема Пінера і Джонс, писали так звані «проблемні» п'єси, зачіпаючи в основному життя вищих прошарків суспільства. У напрямку ж, що отримав назву «Нова драма», охоплення дійсності було незрівнянно більш широким. Так, Д.Голсуорсі в п'єсі «Срібна коробка» (1906) представив гострий соціальний конфлікт між багатими і бідними, оголив судові зловживання, а в п'єсі «Справедливість» (1910) вивів на сцені в'язницю. У перше десятиліття XX століття Шоу був уже широко відомий, але касовий успіх прийшов до нього лише з постановкою «Першої п'єси Фанні» (1911), а повсюдне визнання — після «Святої Іоанни» (1924). Пізніше його п'єси все більше нагадували п'єси-дискусії, практично позбавлені сюжету.
Представницькою фігурою масового театру був У. С. Моем, п'єса «Леді Фредерік» (1907) принесла йому перший великий успіх. Письменнику особливо давався жанр легкої комедії з помітними афоризмами. Втім, він не уникав і серйозних жанрів, але після невдачі з драмами «За вірну службу» (1932) і «Шеппі» (1933), не прийнятими глядачем, Моем перестав писати для театру. Майстром розважальної комедії був і М. Коуард, найкращі серед його п'єс — «Приватне життя» (1930) і «Безтурботний дух» (1941).
У 1930-і роки яскраво заявили про себе Джон Бойтон Прістлі і Теренс Раттіган. Прістлі, що починав як романіст і есеїст, звернувшись до театру, створив віртуозну за композицією п'єсу «Небезпечний поворот» (1932). З його наступних численних драматургічних експериментів найбільш вдала п'єса «Джонсон проти Джордана» (1939). Раттіган у «Хлопці Вінслоу» (1946), викриваючи допущену несправедливість, блискуче використав нашумілий реальний випадок. У 1955 він настільки ж талановито відобразив у п'єсі «Окремі столики» понівечені людські долі.
У 20 ст. поряд з комерційною драматургією Моема, Коварда і Раттігана розвивалася поетична драма, представлена творами У. Б. Йітса, Дж. М.Сінга, Ш.О 'Кейсі, Т. С. Еліота і Крістофера Фрая. Йитс — один із засновників «Театру Абатства» в Дубліні в 1904, де були поставлені його п'єси «Графиня Кетлін» (1892), «Країна блаженства» (1894), «На березі Байло» (1904), «Дейрдре» (1907) і «Зелений шолом» (1910). Написані під впливом японського театру «НО», вони стоять в одному ряду з найпоетичнішими віршованими драмами 20 століття. Сінг і О'Кейсі писали прозою, але мова їхніх п'єс настільки виразна і ритмічна, що їх теж зараховують до творців поетичної драми. У п'єсах Сінга «скачуть до моря» (1904), «Удатний молодець», " гордість Заходу2 (1907) і Дейрдре, «дочка печалей» (1910) чутна образна, ритмічно багата мова ірландського селянина. Така ж яскрава й жива мова у дублінських робітників в п'єсах О'Кейсі «Тінь стрільця» (1923), «Юнона і павич» (1924) і Рало та зірки (1926).
Т. С. Еліот прагнув використовувати у своїх драмах ритми повсякденної мови, повторами і метафорами надаючи їй поетичну піднесеність. Зазвичай в основі його п'єс лежать міфологічні чи історичні події. У «Вбивство в соборі» (1935) розповідається про мученицьку кончину зарахованого до лику святих архієпископа Кентерберійського Томаса Бекета. «Возз'єднання сім'ї» (1939) навіяно Евменідами Есхіла, елементи грецької міфології і драми введені до «Вечірки з коктейлями» (1949) і «Особистого секретаря» (1953).
Яскравою виразністю відрізняється мова п'єс Кристофера Фрая «Сон в'язнів» (1950), «У пітьмі можна бачити» (1954) і «Короткий плащ» (1961). Його найкраща п'єса — «Вона не повинна бути спалена» (1948).
У 1950-1960-і роки цілющий струмінь в англійську прозаїчну драму вніс Джон Осборн, голова напряму, що отримав назву «розсерджені молоді люди». Найвідоміша п'єса Осборна «озирнися у гніві» (1956) викликала бурхливу реакцію глядачів, які звикли до салонних комедій і відновленої класики. Серед пізніх творів Осборна, які також зображують уїдливих бунтарів, «Комедіант» (1957), «Епітафія Джорджу Діллону» (1958), «Лютер» (1961), «непідсудна справа» (1964).
Осборн кинув виклик англійській театральній традиції, зробивши головного героя «Озирнись у гніві» вихідцем з робочого середовища; його приклад наслідували Шила Ділені і А.Уескер. У п'єсі «Смак меду» (1958), яку Ділені написала в 19 років, без прикрас змальовується життя промислового району північної Англії і її мешканців. Найбільш відомі твори Уескера, кухарі за професією, — трилогія «Курячий суп з перловкою», «Коріння» і «Я говорю про Єрусалим» (всі поставлені в 1960). У «Кухні» (1961) пропасна обстановка під час приготування обіду відтворює людську спільноту в мініатюрі. П'єса «І до всього картопля …» (1962), як і творчість Уескера в цілому, ратує за право кожної людини на гідне життя.
Сучасну англійську драматургію представляють Бієн Брендан (Смертник, 1956, Заручник, 1958); Д.Арден (Танець сержанта Масгрейв, 1960, Робочий осів, 1963); П.Шеффер (Королівське полювання, 1973, Амадей, 1980); Роберт Болт (Квітуча вишня, 1957, Людина для будь-якої пори, 1961); Д.Ортон (Розважаючи містера Слоуна, 1964, Видобуток, 1967); П.Ніколз (Джо Егг, 1967); Д.Сторі (Святкування, 1969, Роздягальня, 1972 , Школа життя, 1975); С.Грей (батл, 1971, Зайнятий іншим, 1975, Семестри Куотермейна, 1981, Звичайне заняття, 1984, Тантьєма, 1987).

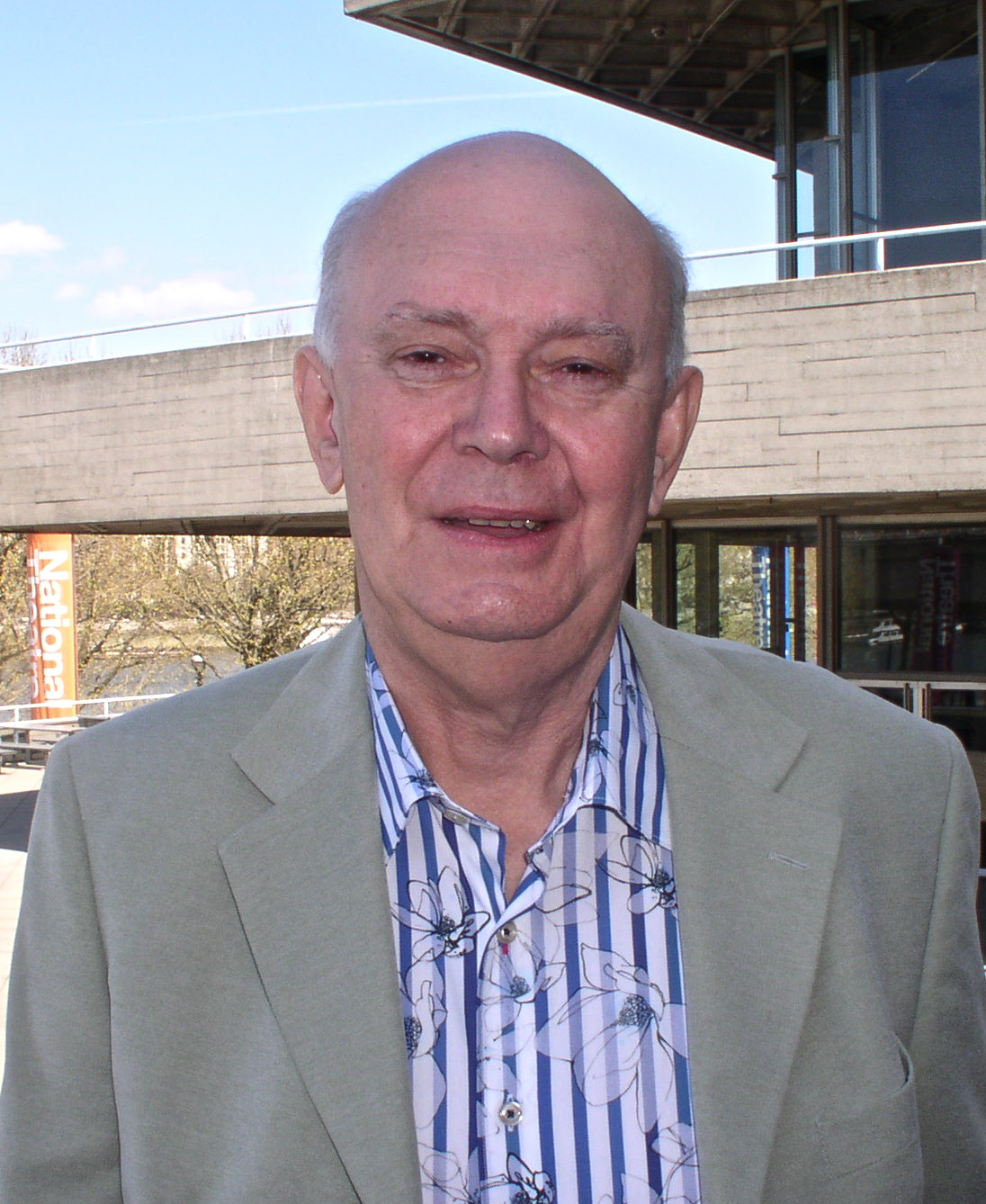
Алан Ейкборн

: Окремої уваги заслуговують Том Стоппард, Гарольд Пінтер і Алан Ейкборн. У п'єсі Стоппарда «Розенкранц і Гільденстерн мертві» (1967) за мотивами Гамлета, героями виступають другорядні персонажі шекспірівської драми, які спантеличено коментують найвищою мірою дивний, на їх погляд, зміст п'єси. Їхнє спантуличенняння, вважає Стоппард, відбиває наше нерозуміння сучасного світу. Серед інших його п'єс — Стрибуни (1972), травесті (1974), Ніч і день (1978), Сьогодення (1983) і Митець, що спускається вниз по сходах (1988).
У 1960-1970-ті роки найбільш впливовим драматургом англійського театру був Гарольд Пінтер. У п'єсах «День народження» (1958), «Сторож» (1960), «Колекція» (1962), «Повернення додому» (1965), «Нічия земля» (1975) і «Зрада» (1979) однаково важливо те, що говорять і роблять персонажі, і те, про що вони замовчують і чого воліють не вчиняти. Створюючи двозначні і непередбачувані ситуації, Пінтер заклав сценічну традицію, в якій життя розглядається як загадковий хепенінг, а не дохідлива, ясна історія.
Цю традицію довів до формальної досконалості Ейкборн, найплідніший англійський драматург. Він зруйнував традиційну лінійну дію: так, в кожній п'єсі трилогії Норманські завоювання (1973) дія відбувається в той же час і з тими ж персонажами, що і в двох інших п'єсах, але місцем дії стають різні кімнати заміського будинку; в результаті один і той ж день показаний під різними кутами зору, що виключає однозначне трактування подій.